# Meryeta Odine
Meryeta Odine (* 24. Februar 1997 in Prince George, British Columbia) ist eine kanadische Snowboarderin. Sie startet in der Disziplin Snowboardcross.

## Werdegang
Odine nahm von 2013 bis 2016 vorwiegend am Nor Am Cup teil. Dabei holte sie drei Siege und gewann in der Saison 2015/16 die Gesamtwertung. Ihr Debüt im Snowboard-Weltcup hatte sie im März 2015 in La Molina, welches sie auf dem 16. Platz beendete. Bei den Snowboard-Juniorenweltmeisterschaften 2015 in Yabuli kam sie auf den zehnten Platz. Im Februar 2016 erreichte sie in Pyeongchang mit dem sechsten Platz ihre erste Top-Zehn-Platzierung im Weltcup. Bei den Snowboard-Juniorenweltmeisterschaften 2016 in Rogla wurde sie Vierte. In der Saison 2016/17 kam sie bei sechs Weltcupteilnahmen, zweimal unter die ersten Zehn. Dabei errang sie in Feldberg den dritten Platz und erreichte zum Saisonende den 12. Platz im Snowboardcross-Weltcup. Bei den Snowboard-Juniorenweltmeisterschaften 2017 in Klinovec gelang ihr der 13. Platz. Bei den Snowboard-Weltmeisterschaften 2019 in Park City errang sie den 13. Platz im Einzel sowie den zehnten Platz im Teamwettbewerb und bei den Snowboard-Weltmeisterschaften 2021 in Idre den 14. Platz im Einzel sowie den 13. Rang im Teamwettbewerb. Im folgenden Jahr holte sie bei den Olympischen Winterspielen in Peking im Einzel sowie zusammen mit Éliot Grondin im Teamwettbewerb die Bronzemedaille.

## Teilnahmen an Weltmeisterschaften und Olympischen Winterspielen

### Olympische Winterspiele
- 2022 Peking: 3. Platz Snowboardcross Team, 3. Platz Snowboardcross

### Snowboard-Weltmeisterschaften
- 2019 Park City: 10. Platz Snowboardcross Team, 13. Platz Snowboardcross
- 2021 Idre: 13. Platz Snowboardcross Team, 14. Platz Snowboardcross
- 2025 Engadin: 4. Platz Snowboardcross, 13. Platz Snowboardcross Team

## Snowboardcross-Weltcup-Gesamtplatzierungen
| Saison  | Platz | Punkte |
| ------- | ----- | ------ |
| 2014/15 | 23.   | 150    |
| 2015/16 | 21.   | 550    |
| 2016/17 | 12.   | 1350   |
| 2017/18 | 11.   | 2830   |
| 2018/19 | 14.   | 850    |
| 2019/20 | 15.   | 950    |
| 2020/21 | 21.   | 56     |
| 2021/22 | 13.   | 152    |
| 2023/24 | 16.   | 231    |
| 2024/25 | 14.   | 204    |